# CALABARZON
CALABARZON oder Region IV-A ist eine philippinische Region. Das Verwaltungszentrum der Region ist seit dem 23. Oktober 2003 die Stadt Calamba City. Die Region hat neben Metro Manila die höchste Bevölkerungsdichte.
CALABARZON und MIMAROPA waren einst als Southern Tagalog zusammengeschlossen und wurden 2002 getrennt.
Der Name CALABARZON ist ein Akronym, welches sich aus den Namen der Provinzen der Region – Cavite, Laguna, Batangas, Rizal und Quezon – zusammensetzt.

## Politische Gliederung
| Provinz/Stadt | Provinz- hauptstadt | Einwohner (2015) | Fläche (km²) | Bevölkerungsdichte (per km²) |
| ------------- | ------------------- | ---------------- | ------------ | ---------------------------- |
| Batangas      | Batangas City       | 2.694.335        | 3.119,75     | 863,64                       |
| Cavite        | Trece Martires City | 3.678.301        | 1.574,17     | 2.336,66                     |
| Laguna        | Santa Cruz          | 3.035.081        | 1.917,85     | 1.582,54                     |
| Quezon        | Lucena City         | 2.122.830        | 9.069.60     | 234,54                       |
| Rizal         | Antipolo City       | 2.884.227        | 1.191,94     | 2.419,77                     |
|               |                     |                  |              |                              |
| Lucena City¹  | —                   | 196.075          | —            | —                            |

### Weitere Städte
- Antipolo City, Rizal
- Calamba City, Laguna
- Cavite City, Cavite
- Lipa City, Batangas
- San Pablo City, Laguna
- Santa Rosa City, Laguna
- Tagaytay City, Cavite
- Tanauan City, Batangas
- Trece Martires City, Cavite
- Tayabas City, Quezon

## Nationalparks und Naturschutzgebiete
- Alabat Watershed Forest Reserve
- Alibijaban Wilderness Area
- Mounts-Banahaw-San-Cristobal-Nationalpark
- Binahaan River Watershed Forest Reserve
- Buenavista Protected Landscape
- Calauag Watershed Reservation
- Hinulugang-Taktak-Nationalpark
- Lopez Watershed Forest Reserve
- Marikina Watershed Forest Reserve
- Mounts-Palay-Palay-Mataas-Na-Gulod-Nationalpark
- Pamitinan Protected Landscape
- Maulawin Spring Protected Landscape
- Mulanay Watershed Forest Reserve
- Quezon-Nationalpark
- Taal-Volcano-Nationalpark

## Kultur
Die frühesten künstlerischen Darstellungen auf dem Gebiet der Philippinen befinden sich in der Verwaltungsregion. Sie sind als Petroglyphen von Angono bekannt geworden. Der größte Kirchenbau in der Verwaltungsregion ist die Basilika des St. Martin von Tur, sie gilt als die größte Kirche in Südost- und Ostasien. Eine weitere Basilika minor ist die Basilika des St. Michael Erzengel in Tayabas.